# Peperomia areolata
Peperomia areolata är en pepparväxtart som beskrevs av William Trelease. Peperomia areolata ingår i släktet peperomior, och familjen pepparväxter. Inga underarter finns listade i Catalogue of Life.